# Samuel Henzi
Samuel Henzi (Bümpliz, 19 aprile 1701 – Berna, 17 luglio 1749) è stato uno scrittore e rivoluzionario svizzero.
Sostenne le posizioni del connazionale Johann Jakob Bodmer nella diatriba letteraria con il tedesco Johann Christoph Gottsched.
Nel 1744 fu bandito da Berna a causa di un memoriale contro l'oligarchia del patriziato che governava la città. Rientrò in città nel 1748, dopo aver ottenuto la grazia.
Nel 1749 a Berna scoppiò una rivolta cittadina, motivata dal crescente malcontento della maggioranza della popolazione esclusa dal governo e delle cariche pubbliche.
L'intervento delle autorità portò all'arresto di circa 70 persone. Henzi, ritenuto uno dei capi della rivolta, fu condannato a morte e decapitato.
A lui è ispirato il dramma incompiuto Samuel Henzi di Gotthold Ephraim Lessing.